# Giennadij Manakow
Giennadij Michajłowicz Manakow, ros. Геннадий Михайлович Манаков (ur. 1 czerwca 1950 w Jefimowce, obwód orenburski, zm. 26 września 2019) – radziecki wojskowy – pułkownik sił powietrznych, Lotnik Kosmonauta ZSRR, Bohater Związku Radzieckiego.

## Życiorys
Pełnił służbę wojskową od 1965. Był absolwentem Moskiewskiego Instytutu Lotniczego z 1985. Stopień pułkownika radzieckich sił powietrznych otrzymał w 1990, w 2000 przeniesiony do rezerwy. Był pilotem oblatywaczem, został wyselekcjonowany do grupy kosmonautów 2 września 1985 (grupa GKNII-2, w 1988 przeniesiony do TsPK-9). Uczestniczył w locie Sojuza TM-10 / MIR-7 jako dowódca od 1 sierpnia do 10 grudnia 1990, spędzając w kosmosie 130 dni, 20 godzin i 35 minut, następnie Sojuza TM-16 / MIR-13, również jako dowódca, od 24 stycznia do 22 lipca 1993 – 179 dni i 43 minuty. Ogółem spędził w kosmosie 309 dni, 21 godzin i 18 minut. W 1996 był wyznaczony na dowódcę Sojuza TM-24, lecz pięć dni przed startem został wyłączony z załogi ze względu na problemy z sercem. W oddziale kosmonautów do 20 grudnia 1996, od 2000 roku na emeryturze. Był żonaty, miał dwoje dzieci.
Stowarzyszenie Uczestników Lotów Kosmicznych (Association of Space Explorers) przyznało mu pośmiertnie Universal Astronaut Insignia za lot orbitalny (nr 229).